# Deimosz (Arész fia)
Deimosz (ógörögül: Δεῖμος "rettegés") Arész  és Aphrodité gyermeke, Phobosz ikertestvére. Testvérei még: Harmonia, Anterósz és Erósz. Római megfelelője Metus.
A félelem istene. Phobosszal együtt apját kíséri a csatákban, és félelmet kelt az ellenségben.
Általában oroszlánfejjel ábrázolják.